# The Daily (podcast)
Ne doit pas être confondu avec The Daily.
The Daily (« Le Quotidien ») est un podcast quotidien d'informations et une émission de radio diffusée par le quotidien américain The New York Times, animé par le journaliste politique du Times Michael Barbaro.

## Présentation
Créé en janvier 2017, The Daily comptait 3,8 millions d'auditeurs individuels cumulés en août 2017,. Début 2018, le podcast commence à être également distribué via le réseau American Public Media vers plusieurs stations de radio.
En janvier 2019, The Daily lance une newsletter hebdomadaire.
Depuis janvier 2020, il compte plus de deux millions d'auditeurs quotidiens.

## The Weekly
Le succès du podcast quotidien a entrainé la création d'une série télévisée documentaire, cette fois hebdomadaire, baptisée The Weekly (« L'Hebdomadaire »), laquelle a débuté en juin 2019. Il s'agit d'une émission de journalisme d'investigation couvrant l'actualité et le domaine culturel.